# Денмарк (Південна Кароліна)
Денмарк (англ. Denmark) — місто (англ. city) в США, в окрузі Бемберг штату Південна Кароліна. Населення — 3186 осіб (2020).

## Географія
Денмарк розташований за координатами 33°18′49″ пн. ш. 81°8′2″ зх. д. / 33.31361° пн. ш. 81.13389° зх. д. (33.313705, -81.133786).  За даними Бюро перепису населення США в 2010 році місто мало площу 9,94 км², з яких 9,93 км² — суходіл та 0,01 км² — водойми.

## Демографія
Згідно з переписом 2010 року, у місті мешкало 3538 осіб у 1292 домогосподарствах у складі 756 родин. Густота населення становила 356 осіб/км².  Було 1657 помешкань (167/км²).
Расовий склад населення:
| - 90,1 % — чорних або афроамериканців - 8,6 % — білих - 0,3 % — азіатів - 0,1 % — вихідців з тихоокеанських островів - 0,1 % — корінних американців |

До двох чи більше рас належало 0,5 %. Частка іспаномовних становила 0,9 % від усіх жителів.
За віковим діапазоном населення розподілялося таким чином: 21,7 % — особи молодші 18 років, 64,7 % — особи у віці 18—64 років, 13,6 % — особи у віці 65 років та старші. Медіана віку мешканця становила 32,7 року. На 100 осіб жіночої статі у місті припадало 84,5 чоловіків;  на 100 жінок у віці від 18 років та старших — 82,3 чоловіків також старших 18 років.
Середній дохід на одне домашнє господарство  становив 41 592 долари США (медіана — 19 286), а середній дохід на одну сім'ю — 37 177 доларів (медіана — 21 542). За межею бідності перебувало 52,1 % осіб, у тому числі 72,1 % дітей у віці до 18 років та 33,2 % осіб у віці 65 років та старших.
Цивільне працевлаштоване населення становило 892 особи. Основні галузі зайнятості: освіта, охорона здоров'я та соціальна допомога — 41,1 %, виробництво — 24,0 %, роздрібна торгівля — 7,8 %, транспорт — 7,4 %.